# Barbara Zygmańska
Barbara Zygmańska (ur. 12 listopada 1954 w Chorzowie) – polska autorka opracowań turystycznych, przewodniczka turystyczna, informatyczka.

## Życiorys
Ukończyła I Liceum Ogólnokształcące im. Juliusza Słowackiego w Chorzowie, a następnie studiowała na Wydziale Matematyczno-Fizycznym Politechniki Śląskiej, który ukończyła w 1978 roku. W roku 2001 odbyła uzupełniające studia podyplomowe z informatyki na Uniwersytecie Jagiellońskim.
Pracowała w firmach informatycznych, po czym przez dwadzieścia lat była głównym specjalistą – administratorem baz danych w Urzędzie Miasta Chorzów.
Jest autorką lub współautorką wielu publikacji – przewodników między innymi po Tatrach, Bieszczadach, górach Słowacji, Jurze Krakowsko-Częstochowskiej, a także poradników turystycznych. Jest również licencjonowanym przewodnikiem beskidzkim oraz tatrzańskim, przewodnikiem terenowym po województwie śląskim i pilotem wycieczek. Specjalizuje się w oprowadzaniu grup po południowej Polsce, Słowacji, Czechach i Ukrainie.
Działała w ruchu turystycznym. Należała do Polskiego Towarzystwa Turystyczno-Krajoznawczego, jest Instruktorem przewodnictwa PTTK. Od czasów studenckich działa w SKPG „Harnasie” w Gliwicach. W ramach stowarzyszenia prowadzi zajęcia teoretyczne i praktyczne na kursie przewodnickim w swoim macierzystym kole SKPG „Harnasie”.
Uczestniczyła jako przewodnik-wolontariusz w projekcie „Razem na Szczyty” – niepełnosprawni zdobywają koronę gór Polski prowadząc po górach grupę niepełnosprawnych ruchowo. W latach 2014–2019 była przewodnikiem Memoriału Vrby-Wetzlera – marszu na trasie historycznej ucieczki z niemieckiego obozu koncentracyjnego Auschwitz do Żyliny upamiętniającego dwóch słowackich Żydów Rudolfa Vrbę i Alfréda Wetzlera.

## Wybrana bibliografia
- Barbara Zygmańska, Góry Choczańskie. Przewodnik turystyczny, Warszawa: Wyd. PTTK „Kraj”, 2003, ISBN 83-7005-455-2, OCLC 749318301. Brak numerów stron w książce
- Barbara Zygmańska, Wademekum turysty, Bielsko-Biała: Wydawnictwo Pascal, 2005, ISBN 83-7304-316-0, OCLC 749976680. Brak numerów stron w książce
- Barbara Zygmańska, Góry Słowacji, Bielsko-Biała: Pascal, 2005, ISBN 83-7304-393-4, OCLC 69370267. Brak numerów stron w książce
- Barbara Zygmańska, Renata Krzyściak-Kosińska, Marek Jacek Kosiński, Tatry. Przewodnik ilustrowany, Bielsko-Biała: Wydawnictwo Pascal, 2006, ISBN 83-7304-583-X, OCLC 749440848. Brak numerów stron w książce
- Barbara Zygmańska, Tatry Polskie i Słowackie, Bielsko-Biała: Wydawnictwo Pascal, 2006, ISBN 978-83-7304-790-7, OCLC 749440713. Brak numerów stron w książce
- Barbara Zygmańska, Jura na weekend, Bielsko-Biała: Wydawnictwo Pascal, 2007, ISBN 978-83-7304-919-2, OCLC 749541647. Brak numerów stron w książce
- Barbara Zygmańska, Marek Grocholski, Tatry i Zakopane, Bielsko-Biała: Wydawnictwo Pascal, 2008, ISBN 978-83-7513-137-6, OCLC 297700451. Brak numerów stron w książce
- Barbara Zygmańska, Słowacki Raj, Bielsko-Biała: Wydawnictwo Pascal, 2008, ISBN 978-83-7513-313-4, OCLC 833367133. Brak numerów stron w książce
- Barbara Zygmańska, Tatry i Zakopane. Przewodnik ilustrowany, Bielsko-Biała: Wydawnictwo Pascal, 2008, ISBN 978-83-7513-136-9, OCLC 297874416. Brak numerów stron w książce
- Barbara Zygmańska, Barbara Bigaj, Beskidy na weekend, Bielsko-Biała: Wydawnictwo Pascal, 2009, ISBN 978-83-7513-508-4, OCLC 751402716. Brak numerów stron w książce
- Barbara Zygmańska, Marek Zygmański, Zakopane i Tatry Polskie. Przewodnik po zabytkach i atrakcjach Zakopanego oraz najpiękniejszych miejscach Tatr. Zdjęcia, mapy, profile, Kraków: Wydawnictwo Gauss, 2011, ISBN 978-83-62494-04-0, OCLC 802648266. Brak numerów stron w książce
- Barbara Zygmańska, Mariusz Kulan, Bieszczady na weekend, Bielsko-Biała: Wydawnictwo Pascal, 2012, ISBN 978-83-7513-946-4, OCLC 852944126. Brak numerów stron w książce
- Jolanta Śledzińska, Andrzej Wielocha, Barbara Zygmańska, Wędrować każdy może. Poradnik turysty seniora, Warszawa: Wydawnictwo PTTK „Kraj”, 2014, ISBN 978-83-7005-559-2, OCLC 904763866. Brak numerów stron w książce
- Paweł Klimek, Barbara Zygmańska, Słowacja, Bielsko-Biała: Wydawnictwo Pascal, 2014, ISBN 978-83-7642-353-1, OCLC 903392601. Brak numerów stron w książce
- Wojciech Wierba i inni, Wybieram wędrowanie. Poradnik młodego turysty, wyd. 3, Warszawa: Zarząd Główny Polskiego Towarzystwa Turystyczno-Krajoznawczego, 2015, ISBN 978-83-7005-574-5, OCLC 951408333. Brak numerów stron w książce
- Andrzej Ochremiak i inni, Rodzinne wędrowanie. Poradnik jak wędrować z dziećmi, żeby nie zniechęcić ich do turystyki, wyd. 2, Warszawa: Zarząd Główny Polskiego Towarzystwa Turystyczno-Krajoznawczego, 2015, ISBN 978-83-7005-576-9, OCLC 995626231. Brak numerów stron w książce
- Marek Zygmański, Radosław Przebitkowski, Barbara Zygmańska, Atlas Tatr polskich i słowackich. Najpiękniejsze szlaki i zakątki Tatr, Warszawa: Wydawnictwo SBM, 2016, ISBN 978-83-8059-267-4, OCLC 971385906. Brak numerów stron w książce
- Barbara Zygmańska, Ilustrowany leksykon polskich parków narodowych. Prezentacja 23 wyjątkowych miejsc w Polsce, Chorzów: Grupa Arkadia, 2017, ISBN 978-83-947258-1-5, OCLC 995426559. Brak numerów stron w książce
- Barbara Zaygmańska, Atlas polskich Parków Narodowych, Warszawa: Wydawnictwo SBM, 2017, ISBN 978-83-8059-319-0, OCLC 985928253. Brak numerów stron w książce
- Marek Zygmański i inni, Góry Polski. Atlas, wyd. 2, Bielsko-Biała: Wydawnictwo Dragon, 2018, ISBN 978-83-7887-870-4, OCLC 1066102747. Brak numerów stron w książce
- Natalia Figiel i inni, Bieszczady, wyd. 3, Gliwice: Wydawnictwo Helion, 2018, ISBN 978-83-283-2822-8, OCLC 1100296591. Brak numerów stron w książce
- Barbara Zygmańska, Tatry Polskie i Słowackie, Warszawa: Wydawnictwo SBM, 2018, ISBN 978-83-8059-677-1, OCLC 1101660260. Brak numerów stron w książce
- Barbara Zygmańska, Paweł Krąż, Tatry polskie i słowackie. Fascynujące krajobrazy, Warszawa: Wydawnictwo SBM, 2019, ISBN 978-83-8059-909-3, OCLC 1150772512. Brak numerów stron w książce
- Barbara Zygmańska, Szczawnica i Pieniny. Przewodnik po zabytkach i atrakcjach Szczawnicy oraz najpiękniejszych miejscach Pienin, Kraków: Wydawnictwo Gauss, 2019, ISBN 978-83-62494-15-6, OCLC 1126648439. Brak numerów stron w książce
- Jacek Bronowski, Barbara Zygmańska, Tatry Polskie. Atlas turystyczny, Warszawa: Wydawnictwo SBM, 2020, ISBN 978-83-66482-43-2, OCLC 1183357593. Brak numerów stron w książce
- Radosław Przebitkowski, Barbara Zygmańska, Polskie góry, Warszawa: Wydawnictwo SBM, 2020, ISBN 978-83-66482-92-0, OCLC 1199644643. Brak numerów stron w książce
- Barbara Zygmańska, Małgorzata Bieniek, Marcin Bieniek, Dolny Śląsk atlas turystyczny, Warszawa 2020, ISBN 978-83-8059-851-5, OCLC 1231720773. Brak numerów stron w książce
- Piotr Fuglewicz, Barbara Zygmańska, Spacerownik po Katowicach. Śródmieście, część północna, Warszawa: Wydawnictwo CM, 2021, ISBN 978-83-66704-62-6. Brak numerów stron w książce
- Piotr Fuglewicz, Barbara Zygmańska, Spacerownik po Katowicach. Śródmieście, część południowa, Warszawa: Wydawnictwo CM, 2022, ISBN 978-83-67240-04-8. Brak numerów stron w książce